# Констанция Сицилийская (королева Арагона)
Конста́нция Сицили́йская (итал. Costanza di Sicilia, исп. Constanza de Sicilia), в некоторых источниках упоминается, как Конста́нция Шва́бская (итал.  Costanza di Svevia) и Конста́нция Араго́нская (итал. Costanza d’Aragona; 1249, Катания, королевство Сицилия — 9 апреля 1302, Барселона, королевство Арагон) — сицилийская принцесса из дома Гогенштауфенов, дочь Манфреда, короля Сицилии; в замужестве — королева Арагона и Валенсии, графиня Барселоны, после Сицилийской вечерни также королева Сицилии под именем Конста́нции II. Блаженная Римско-католической церкви.

## Биография

### Семья и ранние годы
Констанция родилась в 1249 году в Катании, в королевстве Сицилия. Она была единственным ребёнком в семье Манфреда, короля Сицилии из дома Гогенштауфенов, и его первой жены Беатрисы Савойской из Савойского дома, вдовствующей маркграфини Салуццо. По линии отца принцесса приходилась внучкой Фридриху II, императору Священной Римской империи, и Бьянке Ланча. По линии матери она была внучкой Амадея IV, графа Савойи, и Маргариты Анны Бургундской. Своё имя принцесса получила в честь прабабушки по линии отца — Констанции I, королевы Сицилии из дома Отвилей.
Известно, что кормилицей Констанции была Белла д’Амико, жена дворянина Риккардо ди Лаурия и мать адмирала Руджеро ди Лаурия, ставшего, таким образом, молочным братом принцессы. После смерти Беатрисы Савойской в 1259 году, Белла д’Амико была доверенным лицом несовершеннолетней Констанции. Вскоре после смерти матери отец снова женился на Елене Ангелине, дочери Михаила II, царя Эпира. В этом браке родились дети. Всего от браков обоих родителей Констанция имела единоутробных (от первого брака матери) трёх сестёр и одного брата и единокровных (от второго брака отца) трёх братьев и двух сестёр.
Впервые имя принцессы упоминается в исторических источниках под 1254 годом, когда её отец, рассчитывая на союз с Бертольдом Гогенбургским, маркграфом Вогбург-Гогенбурга, начал переговоры о браке шестилетней дочери с племянником маркграфа. Однако после того, как Манфред стал королём Сицилии, он отказался от этого плана.

### Династический брак
В июле 1260 года король Манфред направил послов в Барселону, чтобы договориться о браке между его старшей дочерью Констанцией и наследником трона арагонского королевства, инфантом Педро. Он обещал за дочерью огромное приданое. Хайме I, король Арагона, дал согласие на этот брак, что стало большим дипломатическим успехом короля Манфреда. Союз между арагонским и сицилийским королевствами обеспечивал обоим государствам защиту их интересов в регионе. Несогласие с предстоящей свадьбой арагонского принца и дочери отлучённого от церкви сицилийского короля выразили кастильский и французский короли. Папа Урбан IV, считая этот союз политической угрозой для Папского государства, не благословил брак инфанта и принцессы.
Тем не менее, в Монпелье 15 июля (по другим источникам, 13 июня) 1262 года Констанция сочеталась браком с Педро, сыном Хайме I Завоевателя, короля Арагона, Валенсии и Мальорки, графа Барселоны, Жероны, Осоны, Бесалу, Сердании и Руссильона, господина Монпелье и Карладе, и Виоланте Венгерской из дома Арпадов, дочери Андраша II, короля Венгрии, и Иоланды Константинопольской из дома Куртене. Этот династический брак оказался счастливым. Молодой супруг подарил жене в качестве свадебного подарка город Жерону и замок Коллиур в Пиренейских горах.

### Потомство
В семье королевы Констанции II и короля Педро III Великого родились шестеро детей — четыре сына и две дочери:
- Альфонсо (4.11.1265 — 18.6.1291), король Арагона и Валенсии под именем Альфонсо III Свободного и граф Барселоны под именем Альфонсо II; был помолвлен с принцессой Элеонорой Английской (18.6.1269 — 22.8.1298) из дома Плантагенетов, скоропостижно умер незадолго до бракосочетания;
- Хайме (10.8.1267 — 2.11.1327), король Сицилии и Сардинии и Корсики под именем Якопе I и король Арагона и Валенсии под именем Хайме II Справедливого; сочетался первым браком с принцессой Изабеллой Кастильской (1283 — 24.7.1328) из Бургундского дома (брак не был консуммирован; расторгнут из-за близкого родства супругов), вторым браком с принцессой Бланкой Неаполитанской (1280 — 14.10.1310) из Анжу-Сицилийского дома, третьим браком с принцессой Марией Кипрской (1273 — 10/22.4.1319) из дома Лузиньянов, четвёртым браком с дамой Элисендой де Монкада (1292—1364) из дома Монкада[исп.];
- Исабель (1271 — 8.7.1336), инфанта Арагона и Сицилии; сочеталась браком с Динишем I Земледельцем (9.10.1261 — 7.1.1325), королём Португалии из Бургундского дома; королева Португалии под именем Изабеллы Миротворицы; овдовев, приняла постриг и стала монахиней — терциарной францисканкой; канонизирована Римско-католической церковью;
- Фадрике (13.12.1272 — 25.6.1337), король Сицилии под именем Федериго II; был помолвлен с титулярной императрицей Латинской империи Екатериной (1274 — 11.10.1307) из дома Куртене, но брак не состоялся; сочетался браком с Элеонорой Неаполитанской (1289 — 9.8.1341) из Анжу-Сицилийского дома;
- Иоланда (1273 — 19.8.1302), инфанта Арагона и Сицилии; сочеталась браком с Робертом Мудрым, королём Неаполя из Анжу-Сицилийского дома; королева Неаполя под именем Виоланте Арагонской и Сицилийской;
- Педро[исп.] (1275 — 25.8.1296), инфант Арагона и Сицилии, вице-король Каталонии; сочетался браком с дамой Гильемой де Монкада (ок. 1245/1255 — 1309) из дома Монкада[исп.][4][5].

### Борьба за Сицилийское королевство
Папа Климент IV, преемник Урбана IV, заключил союз с Карлом I Анжуйским, младшим братом короля Франции Людовика IX, и благословил его на войну с Манфредом Сицилийским. 26 февраля 1266 года король Манфред Сицилийский, сражаясь против Карла I Анжуйского, погиб в битве при Беневенто. Карл I Анжуйский захватил королевство Сицилия.
Вдова и дети короля не нашли милости у победителя, который реализовал требование папы, истребив представителей Швабского дома. Элита королевства, члены влиятельных семей Лория, Ланца и Прочида, укрылись в Арагоне. После казни-убийства 29 октября 1268 года в Неаполе Конрада фон Гогенштауфена Констанция фон Гогенштауфен осталась единственной законной наследницей Швабского дома и, подстрекаемая мужем, стала вмешиваться во внутренние дела королевства Сицилия.
27 июля 1276 года, вместе с мужем, она была коронована королевой Арагона. Папа Николай III пытался наладить отношения между домами Анжу и Гогенштауфенов, но безрезультатно. Педро III Арагонский, желая вернуть супруге трон королевства Сицилия, наладил контакты с представителями местного нобилитета, которые были недовольны правлением Анжу, особенно после сближения между Карлом I Анжуйским и новым папой Мартином IV, когда репрессии против сицилийцев усилились. В 1281 году король Арагона призвал к крестовому походу против мусульман в Северной Африке и, не получив ни одобрения, ни денег, ни благословения папы Мартина IV, в июне 1282 года высадился в Барбари, недалеко от Туниса.
После восстания на Сицилии, известного под названием Сицилийской вечерни, весной 1282 года Констанция фон Гогенштауфен убедила супруга вмешаться в конфликт на стороне сицилийцев. В августе армия Педро III Арагонского высадилась в Трапани. Осадивший Мессину в конце июля Карл I Анжуйский, узнав о приближении короля Арагона, предпринял последнюю тщетную попытку захватить город, но после отступил. Вскоре Педро III Арагонский занял весь остров. 30 августа 1282 года в Палермо он был коронован вместе с супругой.

### Поздние годы
В мае 1283 года, после того как папа Мартин IV отлучил Педро III Арагонского от церкви и объявил его лишенным престола, он вернулся в Арагон, оставив супругу регентшей королевства Сицилия. После смерти мужа в 1285 году Констанция фон Гогенштауфен продолжала править Сицилией от имени своего сына Хайме II.
После смерти старшего сына Альфонсо III в 1295 году и после мирного договора между арагонцами и французами, заключенного в 1297 году Хайме II, который оставил Сицилию и младшего брата Федериго II на произвол судьбы, вдовствующая королева была вынуждена вернуться в Арагон, где вступила в монастырь клариссинок.
Констанция фон Гогенштауфен умерла в Барселоне 9 апреля 1302 года и была похоронена в монастыре Святого Франциска, рядом с могилой старшего сына Альфонсо III.

## Почитание
Останки Констанции покоились в церкви святого Франциска при монастыре францисканцев в Барселоне до пожара 1835 года. В 1852 году их перенесли в собор Святого Креста и святой Евлалии — кафедральный храм архиепархии Барселоны, где они покоятся в одной из часовен. Причислена к лику блаженных Римско-католической церкви. Литургическая память ей совершается 17 июля.

## В культуре
В «Божественной комедии» Данте упоминает Констанцию в III песни «Чистилища», где о ней говорит её отец, король Манфред. Он, вынужденный бродить у ворот Чистилища с другими душами, отлученными от церкви, просит поэта передать дочери, тогда ещё живой, своё послание — строки 112—145. По отношению к Констанции автор употребляет эпитет «добрая» (отсутствует в русском переводе).